# Miljanovci (Doboj)
Pour les articles homonymes, voir Miljanovci.
Miljanovci (en serbe cyrillique : Миљановци) est un village de Bosnie-Herzégovine. Il est situé sur le territoire de la ville de Doboj et dans la république serbe de Bosnie. Selon les premiers résultats du recensement bosnien de 2013, il ne compte aucun habitant.
Avant la guerre de Bosnie-Herzégovine, le village faisait entièrement partie de la municipalité de Tešanj ; après la guerre, son territoire a été partiellement rattaché à la municipalité d'Usora nouvellement créée. Une autre partie de son territoire a été rattachée à la municipalité de Doboj, intégrée à la république serbe de Bosnie.

## Démographie

### Évolution historique de la population dans la localité
| 1948 | 1953 | 1961  | 1971  | 1981  | 1991  | 2013 |
| ---- | ---- | ----- | ----- | ----- | ----- | ---- |
| -    | -    | 1 720 | 2 388 | 3 110 | 1 060 | 0    |

|  |